# つーから
つーからは、かつて活動していたグラビアアイドル出身の二人から成るお笑いコンビ。
所属していた事務所はプロダクションノータイトル。コンビ名はTWO CARAT（ツーカラット）から来ていた。

## 来歴・芸風
2003年にCS放送の番組で二人が出会い、「水着でお笑いをやってみよう」という番組の企画を経て同年8月31日に結成される。
アイドル時代はビキニ姿でセクシーポーズをとるなどの出方も多く、主な持ち芸には自分のバストを活用した双子をあやすネタなどを行い、まいまいは「ビタミン系アイドルです、ブイ!」、みなっち時代の福田ヒロは「エンジェルみなっちです!」といった決め台詞があり、ショートコントのブリッジに両手でハートマークを作って「キュキュキュンキュン!」という台詞を入れる、などというものがあった。
その後は、友達同士の会話、合コンをテーマにしたものなどのシチュエーションのコントを展開している。オチのような形で柔道のような投げ技の連続を披露してコントを終える、ということがある。後期には、ダメな男などを攻撃するという設定の『女ランボー』のコントや、ショートコント、身の周りの女子の話からネタを拾って演じる「こんな子～、いるいる」のコント、まいまいがアフロヘアーの髪型だった頃は、まいまいがパンダや犬などの動物に扮してほとんど喋らずリアクションのみで演じ、福田ヒロがそれに喋りを入れていくといったネタ、などを行っていた。ショートコントのブリッジには「それがつーからの面白いとこ」「つんつんくつん」「キュキュキュンキュン」などがあった。かつては『草野☆キッド』（テレビ朝日）、『あらびき団』（TBSテレビ）などテレビ出演の時にビキニ姿で出演することもあった。
2008年1月5日に行われた対戦型お笑いライブ『TEPPEN.24 テッペン島』（なかの芸能小劇場）では、まいまいが小泉麻衣子（クレイジードールズ）と『まいまイキー』、福田ヒロが小田原美香（クレイジードールズ）と『中坊ーず』のそれぞれのスペシャルコンビを組み、この2組で直接対決が行われた（結果はまいまイキーの勝ち）。
2008年5月から、諸事情により福田ヒロが活動を休止、その間まいまいが一人で活動していたが、同年9月から再び二人での活動を再開した。なお、まいまいが一人で活動していた時には「スナック麻衣夢（マイム）」「スナック麻衣夢のママ」という芸名を使ったことがあり、「なんちゃってプー」が決めセリフのネタを行っていた。
また、スーパースター、NOモーション（タイガーこてつと侍PANGの矢野ともゆきとのコンビ）、あがいん、ムートンとの5組での『トドロコ』ライブを定期的に行っていた。トドロコは『ウクイウタ』の2009年7月26日千秋楽公演を以って活動休止となった。一方で『Goro's Bar』でフロアレディとして共演したのをきっかけに知り合った中央線withyouとのライブ『つーからwithyou』を行っていた。
2009年8月22日、公式ブログに於いて、2009年8月の活動限りで解散することが発表された。同年8月29日の『雷ライブ』（浅草東洋館）が関東地方では最後となり、翌8月30日の静岡県内で行われたNOモーション、ムートンと共演のお笑いイベントを最後に活動を終了した。

## メンバー

### まいまい
- まいまい（本名:伊藤麻衣、1984年7月24日（40歳） - ）
群馬県出身。
ボケ担当。一時期アフロヘアー風の髪型がトレードマークだった時もあった[3]。
服飾の学校を出ている[4]。
2009年7月までは本名は『奥野麻衣』だったが、同月に父親に名字を合わせ、養子縁組という形で本名が変わった[5]。
麻衣という名前は、生まれた当時『不良少女とよばれて』（TBSテレビ）主演などで活躍していた女優の伊藤麻衣子（現いとうまい子）から採って母親が名付けたという。
解散後の2009年10月9日、M-1グランプリにあがいん直と組んだコンビ『よぶ代・くる男』で出場した[6]。
2009年12月11日には、『小町ともみの故郷は遠くトーク 2』（東京・中野 Y's PaPa）に、群馬県出身者として橋爪ヨウコと共に出演[7]。
解散してからはしばらく芸人を含めた活動をしておらず、自分のことを「ただの女」と呼んでいたが[8]、2010年3月からパントマイマー（パフォーマー）として活動を再開することをブログで明らかにした。動物に扮してあまり喋らないリアクション芸を演じていた時に、それを見に来ていたというパントマイムの師匠に解散後に誘われるような形で、活動休止中もその師匠のもとで練習を積んでいたという[9]。2010年3月14日の『マサシンライブ番外編・マサシンライブLAUGH EDIT[ver 2.0] #4』（Studio twl）において、パントマイマー「パント亭マイム」として初出演[10]。パントマイマー、パフォーマーとしての主な芸には「女体リスト」（“女体作り”をパントマイムで披露）「NO MORE!」（“やってはいけない”ことをパフォーマンスで表現）、アクトロイドに扮した芸などがある。パントマイマーとしては「マイムマイ」の名前での活動もしていた。
荒木巴との2人ライブ「胸キュンパーティー」（第1回 - 2010年4月8日）を行っていた[11]。
かつては「MCまいまい」として、イベントのMCの仕事もしていた。クラブDJもしたことがある[12]。
その後、美容師の男性と結婚[13]。2019年5月に男児を出産[14]。2024年5月に東京都中野区内に自分のリラクゼーションショップを開店[15]。

#### 大入袋舞としての活動

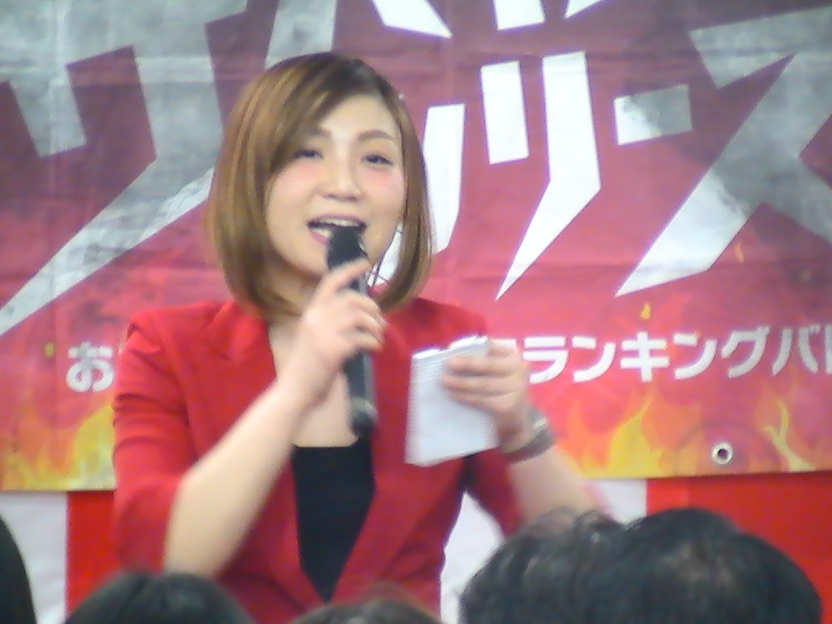
大入袋舞（2017年4月30日 科学技術館内・Tシャツラブサミット にて）

- 2011年からは、クラブ歌手のキャラクター（「越谷が生んだ歌姫」「のどごし最高の大人女子エンターテイナー歌手」がキャッチコピー）の「大入袋舞」（おおいりぶくろ まい）としての出演もしている[16]。大入袋舞としての初出演は2011年2月12日のライブ『パラダイス宇田河』（渋谷ミルキーウェイ）[17]。持ち歌には『酒焼けの女』『ダメ女のハッピーロード』などがある[18]。なお2011年末頃より、パント亭マイム（マイムマイ）としての活動を休止して大入袋舞としての活動に一本化している[12]。2015年2月より大入袋舞として「株式会社おんがく工房」に所属[19]。歌手などでの活動を行っている。
2017年6月から8月にかけて行われた森昌子主演の舞台『音楽喜劇「のど自慢」～上を向いて歩こう～』の全25公演に「飯島」役で出演[20]。
2017年8月25日から、各地のスナックを回る「大入袋舞と酒盛り上がりまSHOW！TOUR-酒ヤケの女-」を行っている[21]。
2018年1月、全日本スナック連盟（会長：玉袋筋太郎）の「スナックアンバサダー」に就任[20]。
2019年10月末で、株式会社おんがく工房を退所したことを発表。その後もフリーで活動を続けるとしている[22]。

ディスコグラフィー
- 「酒ヤケの女」（2017年8月発売） - C/W「祝い酒 手酌酒 悪ふ酒 今宵もやけ酒やりマンボ」 「寸止め娘音頭」
USENの「USEN HIT 演歌/歌謡曲ランキング」にて最高6位にランクインした[20]。
この他の持ち曲に、「アラウンド30ディスコ」「アルコールロック」「ダメ女のハッピーロード」「みんなのからだみんなのおんな」「男禁！女子会デトックス」「イワシフライアウェイ」がある[20]。

### 福田ヒロ
- 福田ヒロ（本名:福田博子、1983年7月9日（41歳） - ）
宮城県石巻市生まれ、東松島市（旧・矢本町）育ち[23]。
ツッコミ担当。2007年3月3日に（新宿劇場バイタス）で開催された自主ライブ『つーからwithyou』において、相方のまいまい、中央線withyouによって「大場みな（みなっち）」から改名した。
「幸薄子」（さちうすこ）を自称することもある[24]。また、同様に「幸薄（さちうす）顔」を自称しているめっちぇんの赤羽奈々瀬と「幸薄～'s」（さちうすーず）というユニットを組んでライブ出演したこともある[25]。
白米が好物で、白米と掛けた「はく バイ」という言葉をブログの締めに使うことがあり、また、ネタの締めにもこの言葉を使ったことがある。
本人によると、家族構成は「（両親とも再婚が多く）母3人、父3人、義理兄、義理姉入れて兄弟10人」という[26]。
2009年12月1日、『ぶっさん会トークライブ』（東京・新宿シアターpoo）で、解散後初めてとなるライブ出演。その後、同年12月22日の『ぶっさん会ライブ』（中野studio twl）にも出演。
2010年に入ってからはピン芸人の活動も開始していた。ピンでのネタには「大人でしょ～」がテーマのものなどがあった。
2011年6月25日に、芸能界引退を発表[27]。2013年5月に出産し、母親となる[28]。
2015年から、女芸人仲間だった関谷友美（ハナイチゴ）が発足させた芸人女子軟式野球チーム『ミラクルキッシーズ』に参加して活動している[29][30]。

## 出演

### テレビ
- シブスタ S.B.S.T （2004年6月29日、テレビ東京）「お笑いインディーズ」
- 芸能人専用タクシー し〜たく （2005年5月13日、テレビ東京）
- Goro's Bar （TBSテレビ） - フロアレディとして数回出演
- 痛快!エブリデイ（2006年6月28日、関西テレビ）「本日開講! エブリハレンチ女学院 花の1学期編」
- 草野☆キッド （2007年9月4日深夜、テレビ朝日）
- あらびき団 （2008年2月27日深夜TBSテレビ）
- お笑いTV「ニコニコ笑い汁」（MONDO21）

### ラジオ
- つーからのときめき☆ラジオスクール （エフエム浦和）
レギュラー番組で、2009年6月10日から毎週水曜日22:00〜23:00、基本的に浦和ワシントンホテルの1階にあるサテライトスタジオからの生放送。つーからの解散、活動停止により同年8月26日放送で終了。
「スクール」がタイトルにあるように、学校のチャイムがジングルに使われ、コーナーは「1時間目」「2時間目」、エンディングが「下校の時間」（「帰りの会」とも）と言われ方をされていた。主なコーナーには「小悪魔ガールズ」（身の周りの女子の話を「こんな子～いるいる」のコントにして紹介）、「秘密の保健室」（リスナーからの相談事などの紹介。ゲストを交えて進行することもある）、「ヒロポエム」（福田が自作の詩を朗読。8月12日、8月26日の2回のみ放送）があり、その他メール、FAX、フリートークなどで構成。
放送中、インターネットによる動画配信も行われていることもあり、主に制服姿で放送していた。なお、録音放送の場合は動画、音声の配信は行われなかった。
最終回放送日はおひさまロケットをゲストに迎えた。
浦和レッズの試合中継の関係で番組が休止となる場合があった。
放送休止日 - 2009年7月15日、8月19日
録音放送日 - 2009年7月29日（この日の深夜25:00〜26:00に移動して放送）、8月12日
なお、後番組は『いちご姫のときめき☆ラジオスクール』。
- おはよう!スプーン（2010年5月17日、アール・エフ・ラジオ日本）まいまいのみ

### Web TV
- 痛車TV（Tokyo Borderless TV）- まいまいのみ、レポーターで出演

### DVD
- ギャグラ!～つーから編～

## 掲載

### 雑誌
- アサヒ芸能 2005年7月14日号「私のカラダにツッコんで！」
- 週刊大衆 2005年12月5日号「ビジュアル系美人芸人特集」
- ENTERTAINMENT DASH（Vol.3、2008年8月　晋遊舎）- p.12〜15、女性お笑い芸人特集
- KERA（2009年9月号、ジェイ・インターナショナル） - まいまいのみ